# Giuseppe Incardona
Giuseppe Incardona (Acquaviva delle Fonti, 18 giugno 1941) è un politico italiano dell'area di destra.
È stato nel Movimento Sociale Italiano, poi ha seguito Pino Rauti nella fondazione della Fiamma Tricolore e, successivamente, del Movimento Idea Sociale di cui è stato segretario nazionale.

## Biografia
Laureato in filosofia presso l'Università degli studi di Bari è stato docente di storia e filosofia presso il Liceo Ginnasio Socrate di Bari. Attualmente è in pensione.
Componente della segreteria nazionale della Fiamma Tricolore dal 1995 al 2003, ha deciso di seguire Rauti nella fondazione del MIS, di cui è diventato segretario nel 2004.
Nel gennaio 2006 esorta i membri del partito a collaborare con la coalizione di Alessandra Mussolini, Alternativa Sociale, per la costituzione di una lista unitaria all'interno della Casa delle Libertà; ma Rauti non è d'accordo e l'assemblea nazionale del 15 gennaio non gli rinnova la fiducia ed elegge lo stesso Rauti segretario.
Incardona è autore di una serie di saggi e collabora con riviste.